# Cimitero di Sant'Isidoro
Il Cimitero di San Isidoro, conosciuto anche come Sacramental de San Isidro, è un cimitero della città spagnola di Madrid, situato nel distretto di Carabanchel. Costruito nel 1881 per poi essere modificato svariate volte nel XIX secolo, questo cimitero è famoso per essere il luogo di riposo di molti artisti, poeti e politici spagnoli.
Deve il suo nome al santo spagnolo Sant'Isidoro l'Agricoltore.

## Storia
Il cimitero si trova sulla riva destra del fiume Manzanarre, nella parte superiore, fra i ponti di Segovia e di Toledo. La costruzione cominciò nel 1811 per essere il primo dei due nuovi cimiteri della città di Madrid. Posteriormente, nel 1814, la sua superficie è stata aumentata per ordine di Ferdinando VII.
Durante il XIX secolo si trasformò nel cimitero della nobiltà della città, diventando il preferito dell'aristocrazia, dei politici, degli artisti e dei grandi borghesi della città. Questa peculiarità ha permesso al Cimitero di San Isidoro di trasformarsi in poco tempo in un insieme di raffinati mausolei e monumenti funerari di alta qualità architettonica di livello europeo. Al suo interno si trovano opere dello scultore catalano Agustín Querol e dello scultore spagnolo Arturo Mélida.
Dal 27 aprile 1995 il cimitero è parte del "Recinto de la Villa de Madrid" ed è registrato come bene d'interesse culturale della città.